# Galileusz
Galileusz, właśc. Galileo Galilei (ur. 15 lutego 1564 w Pizie, zm. 8 stycznia 1642 w Arcetri) – włoski uczony: astronom, astrolog, matematyk, fizyk doświadczalny, inżynier-wynalazca i filozof, pionier nowożytnej fizyki i astronomii oraz popularyzator tych nauk. W co najmniej dwóch rankingach fizyków znalazł się w pierwszej dziesiątce wszech czasów, a w jednym z nich znalazł się na czwartym miejscu – zaraz za podium obejmującym Newtona, Einsteina i Maxwella.
Galileusz jest znany i pamiętany głównie jako astronom i fizyk, a pośrednio też filozof nauki i religii. Bronił kopernikańskiej teorii heliocentrycznej, co przyczyniło się do jego konfliktu z Kościołem katolickim i cenzurowania tej teorii oraz pism Kopernika przez ponad stulecie. Galileusz prowadził też własne obserwacje astronomiczne – zarówno Układu Słonecznego, jak i dalszych obiektów. Jako pierwszy zastosował teleskop w oglądaniu nieba i skonstruował własną wersję tego urządzenia, inną od pierwotnej konstrukcji Lipperheya. Za jego pomocą jako jeden z pierwszych zobaczył plamy na Słońcu i dowiódł, że są faktycznie plamami na jego powierzchni, a nie bliskimi satelitami – dowodząc ruchu wirowego tego ciała. Odkrył również góry na Księżycu i oszacował ich wysokość. Zaobserwował także:
- fazy Wenus – dowodzące, że ta planeta obiega Słońce, a nie Ziemię;
- księżyce Jowisza – cztery największe, zwane galileuszowymi;
- pierścienie Saturna – choć nie zidentyfikował ich poprawnie;
- Gwiazdę Keplera – dowodząc przez brak paralaksy, że nie jest to zjawisko atmosferyczne[4];
- to, że Droga Mleczna jest skupiskiem wielu gwiazd.

Teleskopowe powiększenie pozwoliło też Galileuszowi na nowe, ściślejsze oszacowania rozmiaru kątowego gwiazd stałych. Zaproponował również nową astronomiczną metodę w geodezji – sposób pomiaru długości geograficznej, wykorzystujący jako zegar odkryte przez niego księżyce Jowisza. Metoda ta przyczyniła się do udowodnienia przez Rømera, że światło ma skończoną prędkość, a także do pierwszego oszacowania tej wielkości przez Huygensa. Włoski uczony odrzucał poprawny model Keplera eliptycznych orbit planetarnych, nie zdobył pełnych dowodów heliocentryzmu, bronił go także błędnymi argumentami – jak własny, nieudany model pływów morskich – a pod naciskiem inkwizycji swój kopernikanizm odwołał. Mimo to zakwestionował geocentryczny model Ptolemeusza, przez co był jednym z głównych motorów przewrotu kopernikańskiego i całej rewolucji naukowej XVII wieku.
W fizyce Galileusz zajmował się głównie mechaniką klasyczną, której był współtwórcą, a także elementami termodynamiki i optyki. Badał izochronizm wahadeł, względność ruchu i opracował prototypy pierwszej zasady dynamiki, zasady względności oraz słabej zasady równoważności – dowodząc, że spadek swobodny, ruch wahadła itp. ruchy pod wpływem grawitacji nie zależą od masy poruszanego ciała, zgodnie z wcześniejszymi opiniami Filopona i Stevina. Tym sposobem obalił koncepcje fizyczne Arystotelesa, przejęte też przez średniowiecznych scholastyków i bronione również w nowożytności. Galileusz antycypował także problem brachistochrony, analizę wymiarową i mechanikę ośrodków ciągłych, zwłaszcza elastomechanikę. Jego prace nad pompami i próżnią przyczyniły się do odkrycia ciśnienia atmosferycznego i wynalezienia barometru. Był też konstruktorem jednego z pierwszych termometrów, zwanego termoskopem. Usiłował również zmierzyć prędkość światła w powietrzu, czemu nie podołał, jednak umożliwił dolne oszacowanie tej wielkości, a podobne metody oparte na lustrach zostały potem skutecznie wykorzystane w XIX w. przez Fizeau i Foucault. Galileusz popierał też hipotezę atomów, co również przeczyło fizyce arystotelejskiej dominującej w jego czasach i mogło się przyczynić do sporu ze Świętym Oficjum.
Jako inżynier Galileusz nie tylko udoskonalił teleskop, pompy i wynalazł termometr. Rozwijał też inne urządzenia pomiarowe, takie jak mikroskop czy kompas oraz rozmaite przedmioty użytkowe, opisane dalej.
Galileusz to nie tylko autor konkretnych odkryć, ale i pionier nowożytnej metody naukowej, opartej na eksperymencie i modelowaniu matematycznym, traktowanych jako pewniejsze niż intuicyjny rozsądek, spekulacje czy autorytet, także autorytet religijny. Zarazem Galileusz posługiwał się eksperymentami myślowymi, które również po nim odegrały dużą rolę w rozwoju nauki, m.in. w pracach Einsteina. Włoski uczony zostawił też po sobie znaczących uczniów jak Evangelista Torricelli, Vincenzo Viviani i Bonaventura Cavalieri. Wykładał m.in. na uniwersytetach w Pizie i w Padwie.

## Informacje ogólne
Urodził się w Pizie. Ojciec, Vincenzo Galilei, był teoretykiem muzyki, kompozytorem i handlarzem wełną, matką była Giulia Ammannati. Galileo był najstarszym dzieckiem w rodzinie.
Imię Galileo pochodziło od przodka (Galileo Bonaiuti), który był znanym politykiem, lekarzem i wykładowcą na początku XV wieku – w tym samym czasie rodzina zmieniła nazwisko na Galilei.
Elementarne wykształcenie pobierał w domu rodzinnym, następnie w wieku 11 lat rozpoczął naukę w szkole zakonnej u jezuitów (walombrozjanów) w klasztorze Santa Maria di Vallombrosa (niedaleko Florencji). Gdy w wieku 15 lat zakomunikował ojcu, że chce zostać mnichem, ten natychmiast zareagował, zabierając go z klasztoru. W 1581 roku, w wieku 17 lat rozpoczął studia na Uniwersytecie w Pizie (medycyna – zgodnie z życzeniem ojca). Studiów tych nie ukończył, gdyż bardziej interesowała go matematyka. Dawał prywatne lekcje matematyki we Florencji i Sienie.
W roku 1589 został wykładowcą matematyki na uniwersytecie w Pizie. Następnie w roku 1592 przeniósł się na Uniwersytet w Padwie, gdzie do roku 1610 wykładał geometrię, mechanikę i astronomię. W późniejszym życiu rozwijał metodę naukową poprzez liczne eksperymenty i obserwacje.
Galileusz, na podstawie swoich obserwacji, przekonał się o słuszności teorii heliocentrycznej Kopernika w czasie, gdy Kościół bronił teorii geocentrycznej.
Nigdy się nie ożenił, ale miał z Mariną Gambą troje dzieci: córki Virginię (ur. 1600) i Livię (ur. 1601) (które zostały zakonnicami) i syna Vincenzia (ur. 1606).

## Galileusz a Kościół katolicki

### Stosunki z Kościołem przed procesem
Na początku 1610 roku Galileusz opublikował swoje dzieło Sidereus Nuncius, gdzie opisuje swoje odkrycia: Dostrzegł góry na Księżycu oraz odkrył (co przeczy teorii geocentrycznej, a potwierdza heliocentryczną) fazy Wenus i księżyce Jowisza. Informacja ta dotarła do zakonu jezuitów. 10 grudnia 1610 roku jeden z największych matematyków tamtej epoki, jezuita Christopher Clavius napisał do Galileusza, że jezuiccy obserwatorzy nieba potwierdzili jego odkrycia, dlatego zaczął go namawiać do odwiedzenia Rzymu. Galileusz zgodził się i w marcu 1611 roku przyjechał do Rzymu, gdzie został przyjęty z honorami, a papież Paweł V udzielił mu długiej audiencji oraz przyjął w poczet członków prestiżowej Akademii Linceańskiej.
Galileusz w 1612 roku opublikował Traktat o unoszących się ciałach, a w 1613 roku wydał List o plamach na Słońcu. Pomimo dużego sarkazmu w stosunku do arystotelików, Galileusz miał pełne poparcie kardynała Maffeo Barberiniego, późniejszego papieża Urbana VIII.
W grudniu 1613 r. książę Kosma II Medyceusz, który był uczniem Galileusza, zorganizował śniadanie, na którym odbyła się dyskusja o możliwości uzgodnienia teorii heliocentrycznej z Pismem Świętym. Matka księcia, Krystyna Lotaryńska, wyraziła wątpliwość, czy jest to możliwe. Galileusz, zaniepokojony wątpliwością protektorki, napisał list do zaprzyjaźnionego księdza, w którym stwierdzał, że w dyskusjach o problemach przyrodniczych dosłowne znaczenie Pisma Świętego „winno być brane pod uwagę na ostatnim miejscu”. Wkrótce potem dominikanin Tommaso Caccini wygłosił kazanie przeciwko Galileuszowi, w którym stwierdzał, że poglądy Galileusza przeczą przypowieści o Jozuem, który w dolinie Ajalon kazał zatrzymać się słońcu. Był to pierwszy przypadek, gdy stwierdzono, że teoria Kopernika jest heretycka.

### Pierwsze działania Inkwizycji i późniejsze stosunki z Kościołem
Na Galileusza zostały złożone skargi do Świętej Inkwizycji, w której ojcowie Caccini i Niccolò Lorini zarzucili mu dowolną interpretację Pisma. Inkwizycja Rzymska odrzuciła zarzuty w lutym 1615 roku. Pomimo tego Kardynał Maffeo Barberini, przyszły papież Urban VIII, zalecił Galileuszowi większą rozwagę w niewykraczaniu poza argumenty, którymi posługiwali się Ptolemeusz i Kopernik, oraz aby nie wykraczał poza fizykę i matematykę, ponieważ tłumaczenie Pisma jest zastrzeżone dla teologów. Kardynał napisał, że teoria Kopernikańska może być prawdziwa, lecz dopóki nie zostanie udowodniona, nie może być używana do interpretacji Pisma. To stanowisko godziło w obie strony sporu o Galileusza.
W grudniu 1615 roku Galileusz ponownie przyjechał do Rzymu, pomimo rad przyjaciół, którzy tego odradzali. Powodem tego były obawy, że Galileusz zaogniłby sytuację, co się faktycznie stało. Wszędzie, gdzie uczony się pojawiał, głosił, że teoria Kopernika jest prawdziwa, co wielu ludzi oburzało. Dlatego papież Paweł V zadecydował, że sprawę Galileusza i heliocentryzmu powinna zbadać inkwizycja. Tej decyzji sprzeciwił się przyszły papież Urban VIII.

### Konflikt z Kościołem katolickim

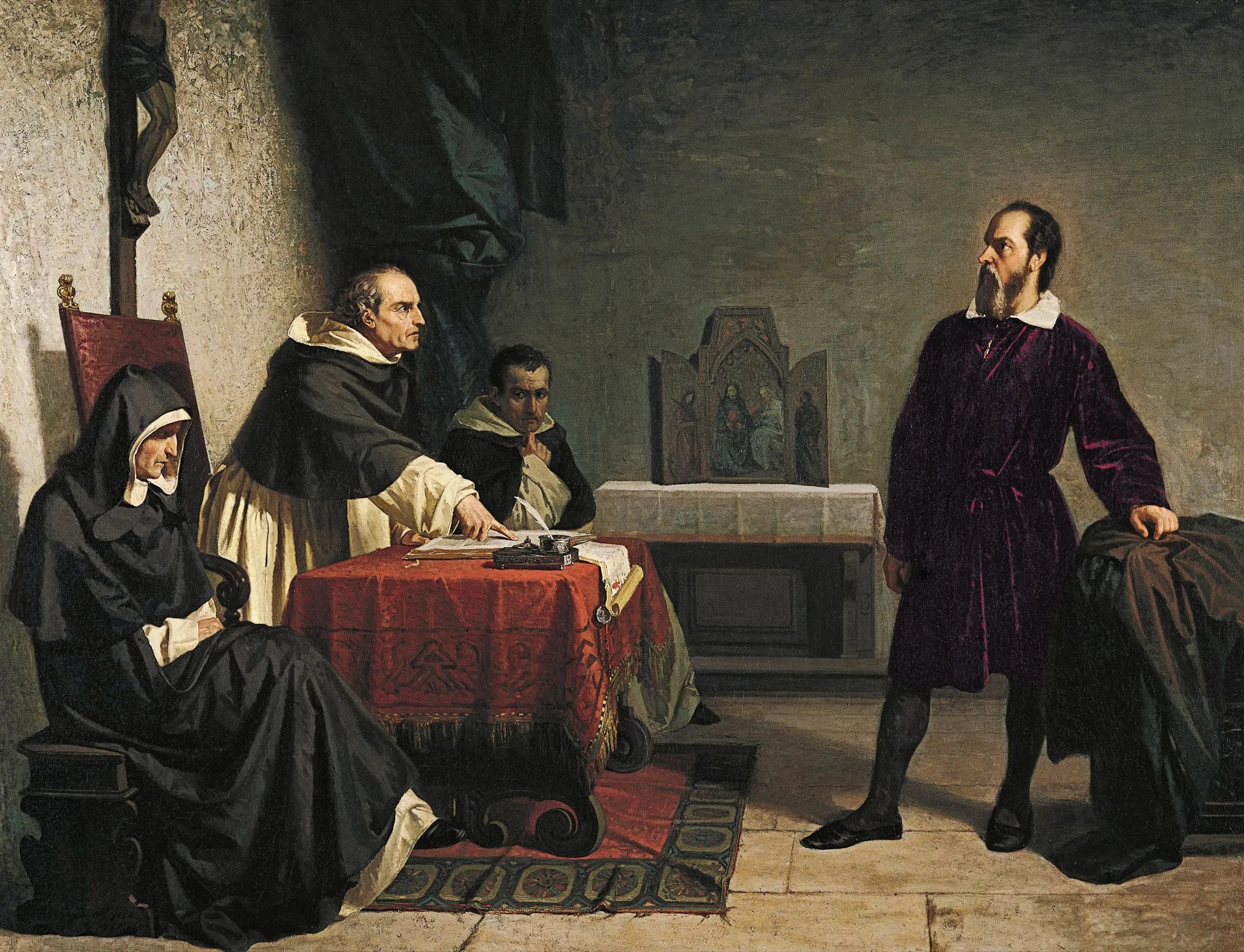
Galileusz przed rzymską inkwizycją, Cristiano Banti

24 lutego 1616 Święte Oficjum zleciło kwalifikatorom wydanie opinii o dwóch tezach.

Pierwsza teza: Słońce stanowi centrum świata i jest całkowicie nieruchome pod względem ruchów lokalnych.
Cenzura: Teza ta została jednogłośnie uznana za bezsensowną i absurdalną z punktu widzenia filozoficznego i formalnie heretycką (...).
Druga teza: Ziemia nie stanowi centrum świata, ani nie jest nieruchoma, lecz obraca się zarówno wokół samej siebie, jak i ruchem dobowym.
Cenzura: Jednogłośnie stwierdzono, że teza ta podlega tej samej cenzurze filozoficznej, z punktu zaś widzenia teologii, jest co najmniej błędem w wierze.

Jednak ostatecznie Kościół zrezygnował z nazywania teorii heliocentrycznej „heretycką”.

Wedle wszelkich racjonalnych kryteriów teoria heliocentryczna z pewnością nie była heretycka i Inkwizycja usunęła to słowo ze swojego dekretu przeciwko Galileuszowi, zanim go opublikowała.

W 1624 roku papież Urban VIII stwierdził również, „że Kościół nigdy nie uznał dzieł Kopernika za heretyckie i tego nie uczyni”.
25 lutego 1616 główny inkwizytor wydał oświadczenie:

...Jego Świątobliwość nakazał Panu kardynałowi Bellarmino wezwać rzeczonego Galileo do siebie i upomnieć go, aby porzucił rzeczoną opinię; w przypadku odmowy posłuszeństwa, Komisarz ma mu nakazać, w obecności notariusza i świadków, aby powstrzymał się całkowicie od nauczania lub obrony tej opinii i doktryny, a nawet od dyskutowania jej; jeżeli nie zgodzi się on na to, należy go uwięzić.

Jednakże nie zakazano nauczać Galileuszowi heliocentryzmu jako teorii:

Papież Paweł V polecił kardynałowi Bellarminowi poinformować Galileusza o potępieniu przez Inkwizycję teorii Kopernika i przekazać mu, że nie może już dłużej jej „podtrzymywać” ani „bronić”, czyli podtrzymywać i bronić jej jako z pewnością prawdziwej. Tylko gdyby przeciwstawił się dekretowi i nie oświadczył, że teorię kopernikańską uważa za hipotezę, podlegałby zakazowi jej nauczania. Kardynał Bellarmin zawsze był zwolennikiem nauczania jej jako teorii właśnie, wiedział bowiem, że może okazać się, iż jest słuszna.

Później kardynał Bellarmin (ten sam, który również sformułował zarzuty oskarżenia oraz nadzorował proces i egzekucję Giordana Bruno ) w złożonym oświadczeniu zaprzeczył pogłoskom, że Galileusz wyparł się przy nim swoich poglądów oraz że została na niego nałożona pokuta. Powiedział mu tylko, że nie może przedstawiać teorii heliocentrycznej jako faktu.

### Dzieło Kopernika i Indeks Ksiąg Zakazanych
Kongregacja Indeksu Ksiąg Zakazanych podzielała opinię kardynała Bellarmina, że teoria heliocentryczna może okazać się prawdziwa. Dlatego nie zakazała dzieła Kopernika, tylko nakazała wstrzymać jego funkcjonowanie, dopóki nie umieści się wstępu informującego, że teoria heliocentryczna nie jest udowodnionym faktem, a jedynie hipotezą.

### Rzekome zakazanie nauczania heliocentryzmu
W aktach Galileusza znalazł się niepodpisany dokument, który bezwarunkowo zakazuje nauczania heliocentryzmu. Miało to być zabezpieczenie na wypadek, gdyby Galileusz nie podporządkował się inkwizycji, aby nauczał heliocentryzmu jako teorii, o którym mówił kardynał Bellarmin. Dokument ten z 26 lutego 1616 stwierdzał:

...rzeczony Galileo, wezwany i będący przed obliczem Pana Kardynała, został, w obecności Jego Przewielebności Michelangelo Seghizzi (...), przez rzeczonego Kardynała ostrzeżony, że wymieniona wyżej opinia jest błędna i upomniany, aby ją porzucił; natychmiast potem, w obecności mojej i świadków, podczas gdy Pan Kardynał był wciąż obecny, rzeczonemu Galileo nakazał i zobowiązał go rzeczony Komisarz, w imieniu Jego Świątobliwości Papieża i całej Kongregacji Urzędu Świętego, aby całkowicie wyrzekł się rzeczonej opinii, że Słońce jest środkiem świata i jest nieruchome, i że Ziemia porusza się; ani nadal jej nie wyznawał, nauczał, albo bronił w jakikolwiek sposób, ustnie albo na piśmie; w przeciwnym wypadku postępowanie będzie wszczęte przeciwko niemu przez Urząd Święty; z którym to nakazem rzeczony Galileo zgodził się i przyrzekł mu być posłusznym.

Dokument budził jednak olbrzymie wątpliwości i od jego odnalezienia rozpoczęły się zażarte polemiki. Galileusz stwierdził, że nie przypomina sobie, żeby dostał taki zakaz, stoi on też w sprzeczności z zaleceniami Inkwizycji dla Galileusza, oraz z oświadczeniem Kardynała Bellarmina. Wczesna data 26 lutego też budzi ogromne wątpliwości, gdyż 23 postanowiono, a zrealizowano 25 lutego decyzję, aby udzielić Galileuszowi ostrzeżenia oraz zagrozić, że zabroni się mu nauczania teorii Kopernika, jeśli nie zgodzi się przedstawiać jej jako teorii. Dokument nie posiada żadnego wewnętrznego świadectwa, aby Galileusz okazał nieposłuszeństwo, dlatego jest prawdopodobnie fałszywy. Niektórzy podejrzewają, że jakiś inkwizytor niechętny Galileuszowi umieścił go w aktach na własną rękę i bez upoważnienia. Również komisja inkwizycyjna, która przeprowadzała drugi proces Galileusza, nie mogła znaleźć dowodu potwierdzającego, że ten dokument jest autentyczny, dlatego zrezygnowano z procesu o złamanie zakazu nauczania.

### Prace i stosunki z Kościołem po pierwszym procesie
W 1623 Galileusz wydał swoje dzieło „Waga probiercza”, którą zadedykował swojemu przyjacielowi, papieżowi Urbanowi VIII. Praca ta nie rozwijała myśli kopernikańskiej, tylko głosiła teorię atomową. Pomimo to ostro atakował arystotelików.
Urban VIII przyjmował Galileusza z wielkimi honorami i stwierdził, że Kościół nigdy nie potępi teorii Kopernika. Galileusz postanowił więc rozpocząć pracę nad „Dialogiem o dwóch najważniejszych systemach świata”, który miał potwierdzić teorię heliocentryczną. Galileusz wyjechał do Rzymu w 1630 aby zorganizować jej wydanie, pomagał mu w tym mistrz pałacu apostolskiego, dominikanin ojciec Riccardi. Galileusz przekazał też swoją książkę inkwizytorowi, aby ten dał jej imprimatur, czyli zgodę na druk i aprobatę jej wydania. Książka dostała ją, gdyż dominikanin Riccardi przekonał inkwizytora, że Galileusz nie przedstawia w książce teorii heliocentrycznej jako prawdy absolutnej. W lutym 1632 roku Galileusz opublikował Dialog o dwóch najważniejszych systemach świata: ptolemeuszowym i kopernikowym. Była to ujęta w formie rozmowy rozprawa popularnonaukowa. Podzielona została na 4 rozdziały, odpowiadające czterem dniom dysputy, z których każdy był poświęcony innemu tematowi. W pierwszym dniu omówione zostały zjawiska ziemskie i niebieskie, w drugim – dzienny obrót Ziemi, w trzecim – roczny ruch Ziemi dookoła Słońca, w czwartym – teoria przypływów. Wywody trzech pierwszych rozdziałów były trafne, natomiast teoria przypływów okazała się błędna. Galileusz próbował wyjaśnić to zjawisko jako wynik ruchów Ziemi, zarówno obrotowego, jak i obiegowego wokół Słońca.

### Drugi proces
Pomimo zapewnień ojca Riccardia okazało się, że książka Galileusza uczy teorii Kopernika jako faktu, na domiar złego do ust jednej z postaci o imieniu Simplicio – co można rozumieć jako „matołek” – włożył słowa papieża Urbana VIII, co było jawną obrazą papieża. Papież wpadł z tego powodu w wściekłość, dlatego 16 czerwca 1633 roku papież Urban VIII wydał instrukcję dla Kongregacji Urzędu Świętego o następującej treści:

Sanctissimus rozporządził, że rzeczony Galileo ma być przesłuchany co do jego intencji, nawet z groźbą tortur, a jeśli ją podtrzyma, ma wyprzeć się podejrzewanej u niego herezji na plenarnym zgromadzeniu Kongregacji Urzędu Świętego, potem ma być skazany na uwięzienie według upodobania Świętej Kongregacji i należy mu rozkazać, aby nie rozprawiał nadal, w jakikolwiek sposób, ani w słowach ani w piśmie, o ruchomości Ziemi i stabilności Słońca, w przeciwnym wypadku narazi się na kary za recydywę. Książka zatytułowana Dialogo di Galileo Galilei Linceo ma być zakazana.

Inkwizycja początkowo zastanawiała się, czy nie oskarżyć Galileusza o złamanie zakazu nauczania, gdyż odnaleziono dokument z 1616 roku wskazujący, że taki zakaz nałożono. Ostatecznie uznano, że dokument jest niewiarygodny, dlatego Galileusza oskarżono o złamanie nakazu nauczania heliocentryzmu jako faktu.
Galileusz został wezwany do Rzymu, by stanąć przed sądem, w skład którego wchodzili naukowcy zajmujący się tą samą dziedziną nauki co Galileusz. On sam zamieszkał na koszt Stolicy Apostolskiej w pięciopokojowym mieszkaniu z widokiem na ogrody watykańskie oraz osobą posługującą. W trakcie czterodniowego przesłuchania przedstawił tylko jeden dowód, który miał potwierdzić teorię głoszącą, że to Ziemia krąży wokół Słońca. Był to argument o przypływach i odpływach, który został przez jego sędziów uznany za niewiarygodny. Poza tym argumentem nie potrafił podać żadnego innego (kolejne dowody eksperymentalne pojawiały się później, w miarę doskonalenia technik obserwacyjnych).
16 czerwca 1633 uznano, że Galileusz jest wysoce podejrzany o herezje – w rozumieniu natury dyscyplinarnej, czyli złamanie zakazu, a nie teologicznej lub doktrynalnej – gdyż nauczał heliocentryzmu jako faktu i zaprzeczał Pismu. Zgodnie z wcześniejszą groźbą Urbana VIII z czasów, w których był jeszcze kardynałem, Galileuszowi zakazano nauczania o heliocentryzmie. 22 czerwca 1633 roku Galileusz ubrany w białą koszulę (zwyczajowy strój ukaranych heretyków) został doprowadzony do sali dominikańskiego klasztoru Santa Maria Sopra Minerva. Klęcząc w obecności dziesięciu sędziów, wysłuchał wyroku. Trybunał Rzymskiej Inkwizycji stosunkiem głosów 7 do 3, który początkowo skazał 69-letniego wówczas uczonego na dożywotni areszt domowy, jednak ostatecznie wyrok złagodzono do 3 lat więzienia, który spędził najpierw w willi Medyceuszów w Pincio, następnie przeniósł się jako gość do pałacu arcybiskupiego w Siennie, by ostatecznie zamieszkać w willi Arcetri „Il gioiello” („Perła”). W czasie pobytu w niej był odwiedzany zarówno przez naukowców, jak i przez dostojników kościelnych, z którymi prowadził dysputy. Ostatecznie zakaz opuszczania willi został mu uchylony. Drugą częścią kary Galileusza było cotygodniowe odmawianie siedmiu psalmów pokutnych przez trzy lata, co czynił nadal po jej zakończeniu z własnej woli. Jednak do końca życia Galileusz pozostawał pod nadzorem Inkwizycji, a miejsce zamieszkania mógł zmieniać jedynie za jej zgodą. Uczony w czasie procesu wyrecytował formułę odwołującą i przeklinającą swoje „błędy”, określającą je jako „obrzydliwe”, unikając surowszej kary; wydrukowany już nakład Dialogu Inkwizycja nakazała spalić, a samo dzieło zostało przez Kościół wpisane na indeks ksiąg zakazanych (zdjęte z indeksu zostało w 1835 roku). Warto podkreślić, że Kościół skazał Galileusza za nieposłuszeństwo, a nie za herezje, sama zaś teoria Kopernika również nie została uznana za heretycką.
Przez cały okres od wyroku do naturalnej śmierci (9 lat po nim) Galileusz kontynuował również pracę naukową, odkrył librację Księżyca. W 1637 stracił wzrok. W 1638 ukazały się słynne Discorsi e dimostrazioni matematiche in torno a due nuove scienze (Rozmowy i dowodzenia matematyczne z zakresu dwóch nowych umiejętności) – najważniejsze dzieło Galileusza, obejmujące jego odkrycia w mechanice. Galileusz zmarł 8 stycznia 1642 roku w Arcetri (obecnie część Florencji), w wieku 77 lat.
W roku 1757 londyński dziennikarz Giuseppe Baretti przypisał Galileuszowi słowa eppur si muove – a jednak się kręci.

Papież Jan Paweł II powołał w 1981 specjalną komisję do zbadania sprawy Galileusza. 31 października 1992 przedstawiono wyniki prac komisji. Jan Paweł II powiedział w tym dniu podczas sesji plenarnej Papieskiej Akademii Nauk z udziałem korpusu dyplomatycznego akredytowanego przy Stolicy Apostolskiej:

Galileusz, człowiek głęboko wierzący, okazał więcej przenikliwości w tej kwestii (interpretacji Pisma) od swych teologów-adwersarzy. Większość teologów nie wyczuwała formalnej różnicy między Pismem Świętym a jego interpretacją, co doprowadziło ich do niewłaściwego przeniesienia w obszar doktryny wiary kwestii należącej de facto do badań naukowych. Ich błąd tkwił w wyobrażeniu, iż nasza znajomość struktury świata fizycznego była w pewien sposób narzucona przez dosłowny sens Pisma Świętego.

### Konflikt z punktu widzenia filozofii nauki
Filozof nauki Paul Feyerabend w książce Przeciw metodzie twierdzi: „Kościół w czasach Galileusza nie tylko stosował się do wskazań rozumu, tak jak określano go wówczas i częściowo nawet obecnie, ale brał także pod uwagę etyczne oraz społeczne konsekwencje poglądów Galileusza. Oskarżenie wniesione przezeń przeciwko Galileuszowi było racjonalne i tylko oportunizm oraz brak spojrzenia z perspektywy czasowej mogą powodować żądanie rewizji wyroku”.
Heliocentryzm nie był wówczas jeszcze teorią powszechnie uznawaną, pomimo faktu, że „większość astronomów stanęła w zasadzie po stronie Galileusza”. Obserwowane ruchy księżyców Jowisza potwierdzały przewidywania praw Keplera, których zastosowanie do opisu ruchów planet usuwało niedoskonałości pierwotnej, kopernikańskiej wersji heliocentryzmu opartego na orbitach kołowych i epicyklach. W takiej postaci system Kopernika „pozwalał na znacznie prostsze wyjaśnienie istniejących danych obserwacyjnych”. Naukowcy poszukiwali jednak potwierdzenia ruchu Ziemi poprzez zmierzenie paralaktycznych przesunięć gwiazd w cyklu rocznym.
Tycho Brahe, usiłując pogodzić wnioski płynące z odkrytych przez Galileusza faz Wenus (co dowodziło, iż okrąża ona Słońce) oraz faktu niezdolności ówczesnej nauki do zaobserwowania rocznych przesunięć kątowych „gwiazd stałych” (co sugerowało brak ruchu orbitalnego Ziemi), zaproponował alternatywny wobec geocentryzmu i heliocentryzmu model budowy Układu Słonecznego. Według tej koncepcji Ziemia miała być centralnym ciałem wirującym wokół własnej osi. Wokół niej miał krążyć Księżyc i Słońce, zaś wokół Słońca miały krążyć planety: Merkury, Wenus, Mars, Jowisz i Saturn.
Feyerabend podsumowuje: „Proces Galileusza był jednym z wielu procesów sądowych. Nie wyróżniał się żadnymi szczególnymi właściwościami, być może z wyjątkiem tego, że Galileusza potraktowano dość łagodnie, pomimo kłamstw i prób oszustwa z jego strony”.

### Konsekwencje konfliktu
Nawet gdyby uznać drugi proces za zawiniony przez Galileusza, to pierwsze potępienie jego twierdzeń w 1616 roku było z punktu widzenia Kościoła katolickiego decyzją błędną. Powstawało wrażenie, że Kościół nie pochwala uczestnictwa w badaniach prowadzonych w dziedzinie nauk przyrodniczych, że spogląda z niedowierzaniem na rezultaty tych badań, a zatem – tak można było z przesadą twierdzić – staje on na drodze postępu. Włoskie akademie rozwiązywały się pod wrażeniem sprawy Galileusza, a nowe towarzystwa naukowe tworzyły się w Paryżu i Londynie, a zatem daleko od Rzymu – i to nie tylko w znaczeniu przestrzeni. W wyniku powolnego oddalania się Kościoła katolickiego od nauk przyrodniczych ucierpiał także kościelny system edukacji, szeroko rozwinięty po Soborze Trydenckim.
Również w łonie Kościoła katolickiego (wśród duchownych czy teologów) do czasów współczesnych pojawiają się opinie, iż następstwa potępienia Galileusza były wręcz zgubne i długo odczuwane, a nawet do dzisiaj nie całkiem przezwyciężone. Potępienie nie mogło uratować starego obrazu świata ani powstrzymać rozwoju nauki. Miało jednak negatywne skutki dla dalszego rozwoju katolickiej teologii. Nie tylko powstał mit, jakoby Kościół był wrogiem nauki, lecz także uprawiano później teologię wykluczającą owocny dialog z rozwijającymi się naukami przyrodniczymi i z biegiem czasu coraz bardziej uważaną za teologię „obcą światu”.

## Wkład w rozwój nauki

### Fizyka
Jego bardzo ważnym odkryciem było odkrycie zjawiska bezwładności. Obaliło ono jedno ze starych błędnych przekonań, bowiem przez stulecia uważano, że jeżeli na ciało nie działają żadne inne ciała lub gdy te oddziaływania wzajemnie się „znoszą”, może ono tylko pozostać w spoczynku, a poruszanie się ze stałą prędkością musi mieć przyczynę w postaci oddziaływania innych ciał lub ciała. Pozornie ten pogląd jest uzasadniony codziennymi obserwacjami. Jednak wykonując różne doświadczenia, Galileusz doszedł do wniosku, że ciało, któremu w wyniku działania innych ciał nadano pewną prędkość, powinno stale poruszać się ruchem jednostajnym prostoliniowym. Udowodnił on, że im mniejsze tarcie, tym mniej zauważalne jest zmniejszanie się prędkości. Wysnuł z tego wniosek, że gdyby nie było tarcia, to ciało wprawione w ruch poruszałoby się dalej ze stałą prędkością.
Niektóre przekazy mówią, że w roku 1600 wykonał spektakularny eksperyment dowodzący, że czas trwania spadku swobodnego nie zależy od masy ciała. Galileusz miał tego dokonać, zrzucając różne przedmioty z Krzywej Wieży w Pizie. W istocie uczony wykazał tym doświadczeniem niezależność przyspieszenia ziemskiego od masy. Niektórzy autorzy twierdzą jednak, że doświadczenie to nie miało miejsca w rzeczywistości, a był to jedynie eksperyment myślowy. Jest natomiast pewne, że uczony badał staczanie się kul po równi pochyłej .
W 1602 roku Galileusz odkrył niezależność okresu drgań wahadła od amplitudy i masy umieszczonej na jego końcu. Wykorzystał tę własność, zwaną izochronizmem drgań, używając jako pierwszy wahadła do pomiaru czasu. Zainspirowany tą zasadą Christiaan Huygens zbudował w 1656 roku pierwszy zegar wahadłowy. Zegary wahadłowe (napędzane siłą grawitacji, sprężyną lub elektromagnesem) były najdokładniejszymi urządzaniami do pomiaru czasu aż do skonstruowania w latach 30. XX wieku zegarów kwarcowych.
Galileusz podjął pierwszą próbę zmierzenia prędkości światła oraz zlecił swojemu uczniowi i sekretarzowi Torricelliemu zajęcie się problemem niemożności wypompowania wody w pompach ssących na wysokość większą niż 10 metrów. Torricelli wywiązał się z zadania, przeprowadzając doświadczenie z zatopioną na jednym końcu rurką zanurzoną w rtęci, które wykazało istnienie ciśnienia atmosferycznego i stało się podstawą do skonstruowania barometru rtęciowego .

### Astronomia
W 1609 roku Galileusz był jednym z pierwszych, którzy używali teleskopu do obserwacji gwiazd, planet i Księżyca. Odkrył plamy słoneczne, wydłużony kształt Saturna oraz zauważył, że Droga Mleczna składa się z bardzo wielu słabych gwiazd . Obserwując Księżyc, zwrócił uwagę na jasne plamy znajdujące się na jego nieoświetlonej części. W miarę jak Księżyc zbliżał się do pełni, plamy te rosły i łączyły się z obszarami już oświetlonymi przez Słońce. Oznaczało to, że jasne plamy są górami, do których promienie słoneczne docierały wcześniej. Na podstawie długości ich cieni wyliczył również wysokość różnych gór. Zwrócił też uwagę, że niektóre układają się w podłużne łańcuchy, a inne tworzą koła. Odkrył w ten sposób, że Księżyc nie jest idealnie gładką kulą jak to sobie wyobrażali Arystoteles i Ptolemeusz.
7 stycznia 1610 odkrył księżyce Jowisza – Io, Europa, Kallisto; 11 stycznia 1610 odkrył kolejny księżyc Jowisza – Ganimedesa. Początkowo Galileusz myślał zgodnie z ówczesną wiedzą, że odkrył trzy gwiazdy stałe. Dwie z nich znajdowały się z jednej, trzecia z drugiej strony Jowisza. 8 stycznia wszystkie trzy obiekty znajdowały się po jednej stronie Jowisza, a Galileusz pomyślał, że to planeta przesunęła się w stosunku do wcześniejszej pozycji. Kolejna noc była pochmurna i nie można było prowadzić obserwacji. 10 i 11 stycznia zaobserwował tylko dwie gwiazdy znajdujące się po jednej stronie planety. Wyciągnął stąd wniosek, że trzecia jest przesłonięta przez Jowisza i znajduje się z nim w jednej linii. Kolejnego dnia obserwacji obiekty ułożyły się w nowej konfiguracji – dwie po jednej stronie, trzecia po przeciwnej stronie. Wynik tej obserwacji opisał słowami: Wydaje się, że wokół Jowisza znajdują się trzy ruchome gwiazdy, których nikt dotąd nie widział. 13 i 15 stycznia zaobserwował już równocześnie cztery małe obiekty koło Jowisza. Zgodnie z panującą wtedy teorią Galileusz myślał, że te gwiazdy poruszają się tam i z powrotem po linii prostej, co prowadziło do pytania: W jaki sposób one się mijają? Na podstawie tych obserwacji Galileusz zdał sobie sprawę, że w rzeczywistości obiekty te orbitują wokół Jowisza. Odkrycie księżyców Jowisza stało się argumentem na rzecz teorii heliocentrycznej, dostarczając niezbitych dowodów, że Ziemia nie jest jedynym ciałem niebieskim, wokół którego krążą inne ciała niebieskie.
Jesienią 1610 odkrył fazy Wenus. Stwierdził, że w największym odchyleniu kątowym Wenus jest w „kwadrze”, a potem zbliżając się do Słońca, dochodzi do „pełni”, aby następnie poprzez drugą „kwadrę” dojść do „nowiu”. Dodatkowo Wenus wydawała się mu najmniejsza, gdy było widać całą jej tarczę, natomiast gdy miała kształt sierpa, była czterokrotnie większa. Zjawiska te są niezbitym dowodem na to, że Wenus okrąża Słońce, co samo przez się stanowiło silny argument za słusznością teorii Kopernika. Gdyby bowiem Wenus nie obiegała Słońca, ale jak chciał tego Ptolemeusz, krążyła po epicyklu między Słońcem a Ziemią, to mogłaby być widoczna na niebie co najwyżej jako sierp, nie mogąc nigdy osiągnąć nawet fazy „kwadry”.
Rysunki Galileusza wskazują, że to on jako pierwszy obserwował Neptuna 28 grudnia 1612 i ponownie 27 stycznia 1613, gdy znajdował się bardzo blisko Jowisza – w koniunkcji z nim – na nocnym niebie. Za każdym razem błędnie uznawał go za gwiazdę stałą; z tego powodu nie jest uważany za odkrywcę Neptuna. Podczas tych pierwszych obserwacji w grudniu 1612 Neptun nie zmieniał położenia na niebie, ponieważ tego dnia rozpoczął ruch wsteczny. Ten pozorny ruch do tyłu ma miejsce, gdy Ziemia w swoim ruchu orbitalnym wyprzedza planetę zewnętrzną. W związku z tym, że Neptun dopiero rozpoczynał swój ruch wsteczny, przemieszczenie planety było zbyt powolne i przez to Galileusz nie mógł go zaobserwować swoim małym teleskopem. Jednak w lipcu 2009 fizyk University of Melbourne David Jamieson ogłosił nowe dowody wskazujące, że Galileusz miał świadomość, że ta „gwiazda” musiała przemieścić się w stosunku do gwiazd stałych.
Odkrycia astronomiczne Galileusza miały epokowe znaczenie – były ważnym wkładem do zwycięstwa teorii Kopernika i umożliwiały dalszy rozwój astronomii obserwacyjnej (choć sam Galileusz w wielu przypadkach nie zgadzał się z nowymi poglądami, np. nie zaakceptował odkrycia eliptycznych orbit planet przez Johannesa Keplera).

### Technika
W latach 1595–1598, Galileusz udoskonalił tzw. „kompas geometryczny i wojskowy” nadający się do wykorzystania przez mierniczych i wojskowych. Za jego pomocą można było dokładniej ustawiać działa do strzału oraz obliczyć odpowiednią ilość prochu dla wystrzelenia danej kuli armatniej.
Około roku 1606–1607 skonstruował termometr. Wykorzystał w nim zależność gęstości ciała od temperatury.
W 1610 roku, wykorzystując części teleskopu, skonstruował ulepszony mikroskop.
Pozostawił po sobie także wiele projektów wynalazków, których nie zrealizował, jak np.:
- połączoną świecę z lustrem do odbijania światła wewnątrz budynku,
- urządzenie do zbioru owoców,
- przyrząd do pisania przypominający długopis,

oraz wiele innych.

### Metodologia i filozofia nauki
Galileusz jako jeden z pierwszych systematycznie stosował metodę doświadczalną w badaniu zjawisk przyrody. Od jego czasów wnioskowanie indukcyjne z doświadczeń – które nie jest niezawodne, lecz uprawdopodobniające – zastąpiło teleologię scholastyków jako przewodnią zasadę nauk przyrodniczych.
Galileusz jest jednym z najważniejszych filozofów przyrody w renesansie. W swoich poglądach filozoficznych i naukoznawczych występował przeciw spekulatywnemu rozwiązywaniu zagadnień przyrodoznawczych i zwalczał arystotelizm jako teoretyczną podstawę przyrodoznawstwa. Będąc zwolennikiem nauki opartej na doświadczeniu, równocześnie odcinał się od skrajnego empiryzmu i głosił, że samo nagromadzenie faktów nie stanowi jeszcze nauki; według Galileusza właściwym zadaniem nauki jest ustalanie prawidłowości następstwa i współwystępowania zdarzeń za pomocą rozumowania opartego na eksperymentowaniu. Chcąc uczynić przyrodoznawstwo nauką ścisłą, położył nacisk na przemiany i matematyczną metodę wyrażania głoszonych twierdzeń; uważał, że podstawą badań przyrodniczych powinny być jedynie właściwości ciał, które można mierzyć i wyrażać w języku matematycznym, a mianowicie – rozmiar, kształt, ilość, ruch. Koncepcja przyrody Galileusza i jego program redukowania właściwości rozpatrywanych przez przyrodoznawstwo do właściwości nierealnych, były ściśle związane z jego własną praktyką badawczą, w której Galileusz opierał się na faktach doświadczalnych, stosował w szerokim zakresie metodę analizy (metoda rezolutywna) i syntezy (metoda kompozytywna) oraz dążył do wprowadzenia metod eksperymentalnych i matematycznych w całej fizyce.
Galileusz próbował uzgodnić swoje poglądy fizyczne i kosmologiczne z biblijną wizją świata; twierdził, iż Biblia wskazuje drogę do zbawienia, nauki przyrodnicze zaś opisują m.in. ruch ciał niebieskich; te źródła poznania mają więc odmienne zadania; nie mogą więc pozostawać w sprzeczności.

## Upamiętnienie
Terminy naukowe
- galileuszowe księżyce Jowisza
- galileoskop
- Transformacja Galileusza
- Grupa Galileusza
- Grawitacyjna zasada Galileusza
- Galileo (planeta)
- Gal (jednostka)

Galileusz jako patron
Galileusz jest patronem wielu instytucji naukowych (zwłaszcza tych związanych z astronomią) i społecznych. Jego imię nosi także jedna z lóż masońskich w Polsce. Od 24 listopada 1961 ulica w Warszawie, na terenie obecnej dzielnicy Bemowo, nosi nazwę ulicy Galileusza. Ulica Galileusza powstała także w Poznaniu, na Osiedlu Kopernika (wybudowanym w latach 1976–1984).
Inne nazwy
- Galileo (system nawigacyjny)
- Galileo (sonda kosmiczna)
- MF Galileusz
- Galileo (program telewizyjny)
- Galileo (serial telewizyjny)
- Medal Galileusza
- „Galileo Galilei” – nazwa włoskich okrętów

Sztuka
Włoski malarz Cristiano Banti w 1857 roku przedstawił obraz Galileusz przed rzymską inkwizycją.

## Wybrane publikacje Galileusza
- Galileo Galilei, Rozmowy i dowodzenia matematyczne w zakresie dwóch nowych umiejętności dotyczących mechaniki i ruchów miejscowych, Warszawa 1930.
- Galilei Galileo, Dialog o dwu najważniejszych układach świata, ptolemeuszowym i kopernikowym, Warszawa 1962.
- Galileusz, Fragmenty kopernikańskie, Tarnów 2005.
- Galilei Galileo, Listy kopernikańskie, Tarnów 2006.
- Galileo Galilei, Waga probiercza, Kraków 2009.
- Galileo Galilei, Sidereus nuncius, Wrocław 2010.